# Timmy Trumpet
Timmy Trumpet vlastním jménem Timothy Jude Smith (* 9. června 1982, Sydney) je australský DJ a hudební producent. Jeho popularita v posledních letech rychle roste, zatímco v roce 2016 se v anketě TOP 100 DJs magazínu DJ mag, kde lidé hlasují o svých nejoblíbenějších DJs, umístil na 75. místě, v TOP 100 DJs 2020 již uzavírá první desítku.
Často ve své tvorbě pracuje s trumpetou. Navštěvoval Hudební konzervatoř v Sydney, ze které byl vyhozen. Proslavil se skladbou „Freaks“, další významný bod začátku jeho kariéry je výstup v klubu Pacha na Ibize.

## Timmy Trumpet v Česku
Poprvé se Timmy Trumpet objevil na druhém ročníku festivalu Gravity, který se konal 2. října 2015 v Praze. Zaujal zde místo na hlavním podiu.
Jeho druhá návštěva v ČR byla na festival Gravity Madness, který se konal 18. listopadu 2016 v Praze. Zde se také ukázal americký DJ Jauz.
28. července 2017 Timmy tvořil společně s KSHMR headlinery AIR festivalu, který se konal 28.-29.7.2017 v královéhradeckém Festivalparku.
Naposled navštívil 2. března 2018 Bobycentrum v Brně.
Další vystoupení se plánuje 12. října 2018 v Praze v Tipsport areně. Bude to jedno z největších halových vystoupení.
23. srpna 2019 - Vystoupil TimmyTrumpet na festivalu Mácháč 2019

## Diskografie

### 2009
- Sunrise
- Nothing Between Us
- Sunset

### 2010
- Tromba Ye Ye Ye (KCB)

### 2011
- Trrrumpet
- Horny (Tenzin)

### 2012
- Sassafras (Chardy)
- Hornpipe Fever (Juan Kidd & Jonathan Ulysses)

### 2013
- Melbournia (SCNDL)
- Bleed
- Snapback

### 2014
- Freaks (Savage)
- The Buzz (New World Sound)
- Nightmare

### 2015
- Hipsta (Chardy)
- Mantra
- Toca (Carnage & KSHMR)

### 2016
- Psy or Die (Carnage)
- Collab Bro (ANGEMI)
- Party Till We Die (MAKJ & Andrew W.K.)
- Oracle
- Anywhere You Go (Nervo)

### 2017
- Take Your Call
- Al Pacino (Krunk!)
- Punjabi (Dimatik)
- Narco (Blasterjaxx)
- Deja-Vu (Savage)

### 2018
- The Underground (Hardwell)
- 100 (Vini Vici)